# Opius tenellae
Opius tenellae är en stekelart som beskrevs av Fischer 1969. Opius tenellae ingår i släktet Opius och familjen bracksteklar. Inga underarter finns listade i Catalogue of Life.